# Olkieniki
Olkieniki (lit. Valkininkai) – miasteczko w południowo-wschodniej Litwie w rejonie orańskim nad Mereczanką, 238 mieszkańców (2001).

## Historia

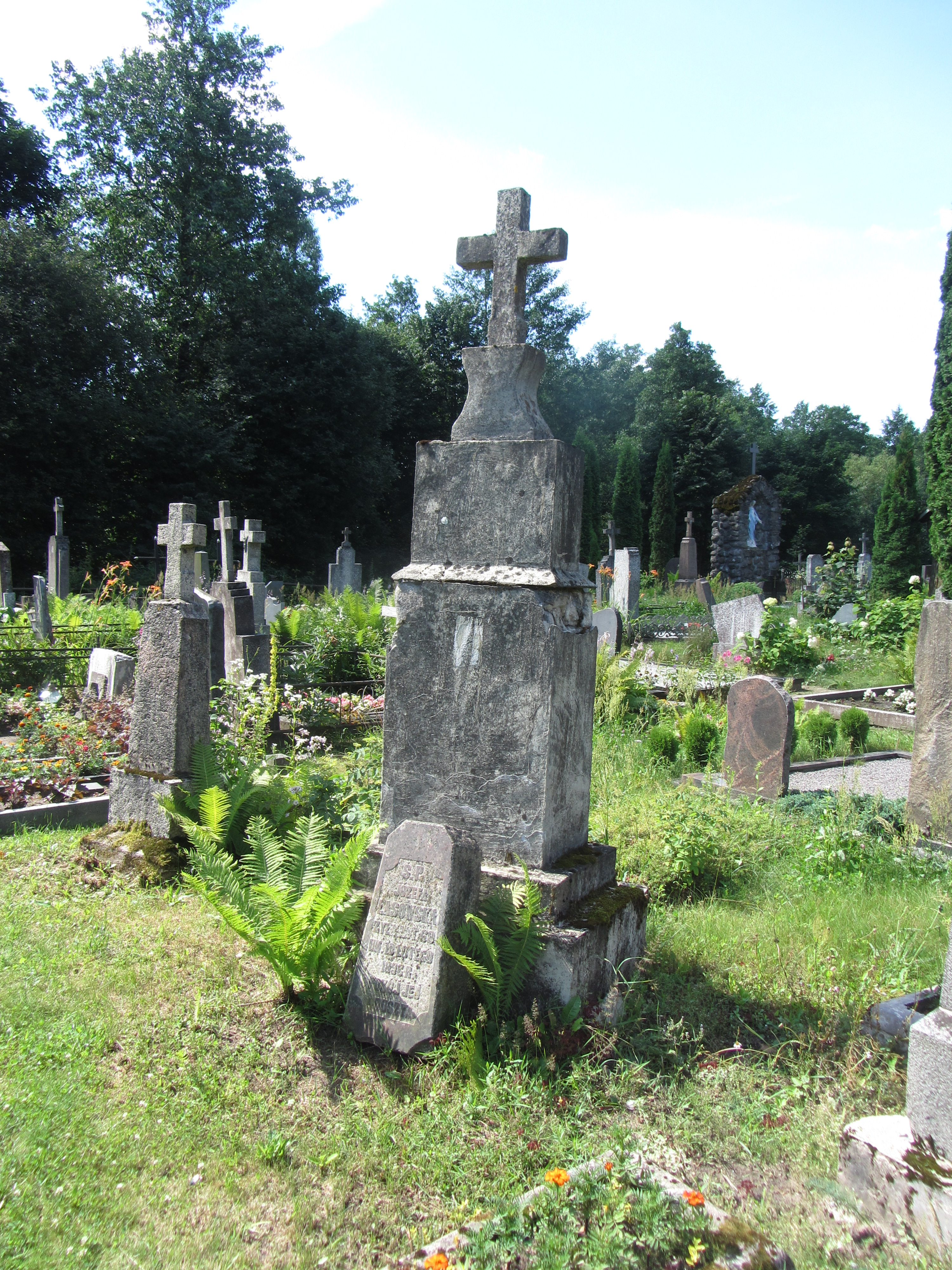
Polski nagrobek z XIX w. na lokalnym cmentarzu

Olkieniki położone były w drugiej połowie XVI wieku w powiecie trockim województwa trockiego.
W 1551 roku w Olkienikach założono puszkarnię, co spowodowało rozwój osady. W 1571 roku zyskała prawa miejskie.
Znane jest już z wyczynów z czasów I Rzeczypospolitej, ponieważ w 1700 zawiązano tu konfederację olkienicką, wymierzoną przeciw magnackiej rodzinie Sapiehów. 18 listopada 1700 pod miastem doszło do bitwy podczas wojny domowej pomiędzy stronnikami rodu Sapiehów a szlachtą litewską dowodzoną przez Ogińskich. Kilka lat później w okresie wojny północnej w pobliżu odbyła się bitwa wojsk szwedzkich z rosyjskimi.
Prawa miejskie i herb nadał Stanisław August Poniatowski w 1792 roku. Olkieniki były siedzibą starostwa, którego dzierżawcą około roku 1823 był Franciszek Rupejko, fundator klasycystycznego kościoła katolickiego pw. Nawiedzenia NMP. Kościół ten został wybudowany w miejsce poprzedniego kościoła, założonego przez królową Polski Bonę. W wyposażeniu kościoła ciekawe obrazy.
Po III rozbiorze Polski w 1795 roku Olkieniki znalazły się w zaborze rosyjskim.
Od 1919 roku ponownie w Polsce po odzyskaniu niepodległości. Za II RP siedziba wiejskiej gminy Olkieniki. 9 grudnia 1931 roku miasteczko zamieszkiwało 1596 osób, w 237 budynkach mieszkalnych. W osadzie fabrycznej Olkieniki mieszkały 83 osoby w 10 budynkach mieszkalnych, a na stacji kolejowej Olkieniki kolejne 122 osoby w 13 budynkach mieszkalnych. Od 1925 roku w miasteczku stacjonował Szwadron Kawalerii KOP „Olkieniki”, a ponadto mieściła się w nim Strażnica KOP „Olkieniki” należąca do Batalionu KOP „Orany”.
Po II wojnie światowej i utracie miasta przez Polskę, do 1 listopada 1946 z rejonu olkienickiego w obecne granice Polski wysiedlono ok. 750 Polaków, natomiast ok. 3,2 tys. zarejestrowanych do przesiedlenia Polaków pozostało w rejonie.